# تولین اوزن
تولین اوزن (ترکی استانبولی: Tülin Özen؛ زادهٔ ۲۴ دسامبر ۱۹۷۹) هنرپیشه اهل ترکیه است.
از فیلم‌ها یا برنامه‌های تلویزیونی که وی در آن نقش داشته‌است می‌توان به عسل، تخم‌مرغ، ماه‌پیکر، و جنون اشاره کرد.